# Giachinoana
Giachinoana is een geslacht van kevers uit de familie van de loopkevers (Carabidae). De wetenschappelijke naam van het geslacht is voor het eerst geldig gepubliceerd in 2003 door Baehr.

## Soorten
Het geslacht Giachinoana is monotypisch en omvat slechts de volgende soort:
- Giachinoana carinipennis Baehr, 2003